# Roturier
Pour l'écrivain français homonyme, voir Julien Roturier.

Enluminure d'un manuscrit français médiéval représentant les trois états de la société : de gauche à droite, le clergé (oratores), la noblesse (bellatores) et les roturiers (laboratores).

Un roturier est une personne qui n'est pas noble.
« Roture » est un terme générique pour désigner soit la qualité d'une personne qui n'est pas née noble ou n'a pas été anoblie, soit une activité ou un état incompatible avec la noblesse, soit l'ensemble des personnes appartenant au tiers état sous l'Ancien Régime. 

## Étymologie
Roturier vient du latin ruptura, participe passé de rumpere, rompre. Roture désignait en latin une terre rompue, c'est-à-dire récemment défrichée et passible d'une redevance au seigneur. Corrélativement, le roturier était le possesseur d'une roture, terre non noble sujette à redevance.

## Historique
Les roturiers étaient à l'origine des paysans exploitant une terre pour laquelle ils payaient une redevance fixe, annuelle et perpétuelle au seigneur, appelée en général le cens. À la fin de l'Ancien Régime en France, on désigne comme roturiers les laboureurs, les artisans, les manœuvriers, les bourgeois vivant de leurs biens et de leurs charges, et en général tous les habitants des seigneuries de la campagne, des bourgs et des cités, qui exercent des emplois utiles.
Le roturier est le statut d'homme libre, commun à tous les sujets du roi de France qui ne sont ni membres du Clergé, ni de la Noblesse. 
De ce fait, le roturier n'est pas bénéficiaire des privilèges des membres du Clergé et de la Noblesse, notamment les exemptions de la taille et ses accessoires (taillon,  crue d'aide, etc.), corvée, la milice, il n'a pas accès aux emplois et revenus réservés à la Noblesse comme les grades supérieurs dans l'armée, ni à ceux du Clergé. Il n'est pas non plus soumis à leurs charges et obligations, ni tenu de faire les dépenses correspondantes, comme le service des armes, de la justice, de la police, etc.
La loi n'était pas toujours la même pour les nobles et les roturiers: pour certains crimes, les nobles devaient être punis plus sévèrement, et en cas de peine capitale, le roturier était pendu et le noble décapité, à moins que la sentence ne décidât préalablement de la dégradation de sa noblesse. Les prêtres voyaient souvent leur peine commuée en emprisonnement, à moins que la sentence prononce leur dégradation des ordres sacrés. 
Pour accéder au Clergé, le roturier devait être tonsuré ou recevoir les ordres sacrés ; pour accéder à la Noblesse, le roturier devait être anobli par des lettres de noblesse, ou en achetant des charges et des offices qui conféraient la noblesse. Dans le droit français, la femme légitime prenait la qualité de son mari : si celui-ci était noble, la femme roturière devenait noble, y compris si elle était une esclave noire affranchie des îles caribéennes ou d'Amérique. Inversement, si son mari était roturier, la femme noble devenait roturière. Les enfants légitimes avaient le statut de leurs parents.
La situation financière et la puissance politique de certains roturiers enrichis dépassait parfois largement celle de la plupart des membres du Clergé et de la Noblesse. 
Sous l'Ancien Régime, la propriété des biens immeubles était démembrée en deux domaines qui ne pouvaient jamais être réunis dans les mêmes mains :
- le domaine supérieur ou éminent du seigneur, le fief, dont la possession était réservée aux nobles et qui consistait dans un certain nombre de droits et de devoirs nobles renouvelés à chaque génération par l’acte de foi (fidélité) et hommage rendu au seigneur supérieur ou suzerain, sous peine d’être dessaisi du bien. Lorsque le fief passait dans des mains roturières, les devoirs nobles ne pouvant plus être rendus, le nouveau possesseur payait une compensation appelée franc-fiefs, et l'hommage était remplacé par une simple reconnaissance ;
- le domaine utile de l'habitant, le plus souvent sous le régime de la censive, consistait dans l'exploitation économique d'un fonds de terre ou d'autre chose (étang, vivier, maison, moulin, bac, pont, étang, pêcherie, four, mine, haut fourneau, martinet, etc.), il se renouvelait à chaque génération par une reconnaissance au seigneur direct dans laquelle étaient rappelés la contenance du bien, le montant de la redevance, et la seigneurie dont il dépend. Le seigneur, et plus généralement les nobles, avaient l'interdiction de posséder le domaine utile, ils devaient les concéder à des roturiers.

## De nos jours
Le mot roturier n'est guère plus utilisé de nos jours, même dans les pays où une noblesse existe encore, hormis au Royaume-Uni (commoner).